# Liv Ullmann
Liv Ullmann   (Tòquio, 16 de desembre de 1938) és una actriu, directora i guionista noruega.

## Biografia
Liv Johanne Ullmann va néixer a Tòquio, el seu pare era enginyer de mines. Per escapar de la guerra, la seva família va emigrar primer al Canadà, després als Estats Units. Els Ullmann tornen llavors a Noruega a Trondheim, on Liv passa la resta de la seva infància.
Després de prendre classes d'actuació a Londres, després a Oslo, Liv Ullmann va començar una carrera com a actriu, en contra del consell de la seva família, sembla. Destaca per la seva interpretació del paper principal en l'adaptació teatral d'El diari d'Anne Frank. També interpreta obres de Bertolt Brecht, Goethe i Henrik Ibsen.
Al cinema, després d'uns quants films que li van permetre adquirir una certa notorietat, Ingmar Bergman, sorprès per la semblança entre Liv Ullmann i Bibi Andersson, va escriure el guió de Persona per a les dues dones. Aquesta pel·lícula marca l'inici d'una llarga i fructífera col·laboració: Vargtimmen, Passió, Secrets d'un matrimoni, Crits i murmuris i de nou, el 2003, Saraband. Ullmann i Bergman van viure junts durant cinc anys i van tenir una filla, Linn Ullmann, que va actuar de petita en algunes de les pel·lícules del seu pare.
Liv Ullmann va ser nominada dues vegades a l'Oscar a la millor actriu: primer, l'any 1972, a la 45 Cerimònia de lliurament de l’Oscar, pel paper de Kristina Nilsson a Utvandrarna de Jan Troell; després, el 1976, a la Premis Oscar de 1976, pel paper del D Jenny Isaksson a Cara a cara de Bergman.
Liv Ullmann va dirigir diverses pel·lícules: Sofie, que rep un cert reconeixement; Kristin Lavransdatter, adaptació de la trilogia de la guanyadora del Premi Nobel Sigrid Undset, que és un èxit a Noruega; Converses privades i Trolösa, seleccionada l'any 2000 al Festival de Cannes (les dues últimes basades en guions d'Ingmar Bergman).
Liv Ullmann és membre honorari del club de Budapest.
El 10 de desembre de 2010, Liv Ullmann participa en la cerimònia del Premi Nobel de la Pau per a la xinesa Liu Xiaobo, absent perquè està empresonada a la Xina, i del qual llegeix un text.

### Festivals
El 1984, va ser presidenta del jurat del 34 Festival de Berlín.
El 2001, va ser presidenta del jurat del Festival de Cannes en substitució de l'actriu i directora nord-americana Jodie Foster.
El 2008, va ser presidenta del jurat del 30è Festival Internacional de Cinema de Moscou.

## Filmografia

### Actriu

#### Actriu de cinema
- 1957: Fjols til fjells d'Edith Carlmar: Silhouette, clienta d'hotel (no surt als crèdits)
- 1959: Ung flukt d'Edith Carlmar: Gerd
- 1962: Tonny de Per Gjersøe i Nils R. Müller: Kari
- 1962: Kort är sommaren de Bjarne Henning-Jensen: Eva
- 1965: De Kalte ham Skarven de Wilfred Breistrand i Erik Folke Gustavson: Ragna
- 1966: Natten Brod d'Arne Skouen
- 1966: Persona d'Ingmar Bergman: Elisabet Vogler
- 1968: Vargtimmen d'Ingmar Bergman: Alma Borg
- 1968: Skammen d'Ingmar Bergman: Eva Rosenberg
- 1969: An-Magritt d'Arne Skouen: An-Magritt
- 1969: Passió (En Passion) d'Ingmar Bergman: Anna Fromm
- 1970: De part dels amics (De la part des copains) de Terence Young: Fabienne Martin
- 1971: El visitant nocturn (The Night Visitor) de László Benedek: Ester Jenks
- 1971: Utvandrarna de Jan Troell: Kristina
- 1972: Nybyggarna de Jan Troell: Kristina
- 1972: Pope Joan de Michael Anderson: Papessa Joana
- 1972: Crits i murmuris (Viskningar och rop) d'Ingmar Bergman: Maria la mare
- 1973: Horitzons perduts (Lost Horizon) de Charles Jarrott: Catherine
- 1973: 40 Carats de Milton Katselas: Ann Stanley
- 1974: Zandy's Bride de Jan Troell: Hannah Lund
- 1974: Secrets d'un matrimoni (Scener ur ett äktenskap) d'Ingmar Bergman: Marianne
- 1974: L'abdicació (The Abdication) d'Anthony Harvey: Christine de Suècia (reina)
- 1975: Leonor de Juan Luis Buñuel: Leonor
- 1976: Cara a cara (Ansikte mot ansikte) d'Ingmar Bergman: Doctora Jenny Isaksson
- 1977: Un pont massa llunyà (A Bridge Too Far) de Richard Attenborough: Kate ter Horst
- 1977: The Serpent's Egg d'Ingmar Bergman: Manuela Rosenberg
- 1978: Sonata de tardor (Höstsonaten) d'Ingmar Bergman: Eva
- 1979: Players d'Anthony Harvey (no surt als crèdits)
- 1980: Richard's Things d'Anthony Harvey: Kate Morris
- 1984: La Diagonale du fou de Richard Dembo: Marina Fromm
- 1984: The Wild Duck de Henri Safran: Gina
- 1984: The Bay Boy de Daniel Petrie: Jenny Campbell
- 1985: King Kongs Faust de Heiner Stadler: no surt als crèdits
- 1986: Speriamo che sia femmina de Mario Monicelli: Elena
- 1987: Mosca addio de Mauro Bolognini: Ida Nudel
- 1987: Gaby: A True Story de Luis Mandoki: Sari
- 1988: La amiga de Jeanine Meerapfel: María
- 1989: The Rose Garden de Fons Rademakers: Gabriele
- 1990: Mindwalk de Bernt Amadeus Capra: Sonia Hoffman
- 1991: Sadako and the Thousand Paper Cranes (curt, 30 minuts) de George Levenson: narradora
- 1991: Oxen de Sven Nykvist: Maria Gustavsson
- 1992: The Long Shadow de Vilmos Zsigmond: Katherine
- 1994: Drømspel d'Unni Straume: venedora de tickets
- 1994: Zorn de Gunnar Hellström: Emma Zorn
- 2006: Den danske dikteren (film d'animació, 15 minuts) de Torill Kove: narradora
- 2008: I et speil i en gåte de Jesper W. Nielsen: l'àvia
- 2009: Sinna mann (film d'animació, 20 minuts) d'Anita Killi: la mare
- 2012: Dues vides (Zwei Leben) de Georg Maas: Ase Evensen

#### Actriu de televisió
- 1963: Onkel Vanja de Gerhard Knoop: Sonja
- 1965: Smeltedigelen de Knut M. Hansson: Mary Warren
- 1966: En hyggelig fyr de Arne Thomas Olsen: Mabel
- 1967: Cocktailselskapet de Michael Elliott: Celia
- 1973: Scener ur ett äktenskap d'Ingmar Bergman (5 primers episodis): Marianne
- 1975: Trollflöjten d'Ingmar Bergman: Dona entre el públic (no surt als crèdits)
- 1979: Fruen fra havet de Per Bronken: Ellida Wangel
- 1980: Die Frau vom Meere de Per Bronken
- 1983: Jacobo Timerman: Prisoner Without a Name, Cell Without a Number de Linda Yellen: Mrs. Jacobo Timerman
- 1983: Jenny (3 episodis) de Per Bronken: Jenny
- 1988: Gli indifferenti de Mauro Bolognini: Maria Grazia
- 2003: Saraband d'Ingmar Bergman: Marianne

### Directora
- 1982: Love, també guionista
- 1992: Sofie, també guionista
- 1995: Kristin Lavransdatter, també guionista
- 1996: Lumière et compagnie, documental col·lectiu per celebrar el centenari del cinema
- 1996: Converses privades (Enskilda samtal), telefilm
- 2000: Trolösa
- 2014: Miss Julie, també guionista

## Distincions[calcitació]
- 1988 Festival Internacional de Cinema de Sant Sebastià: premi a la millor actriu per La amiga
- Premis Amanda (Noruega) 1992: premi d'honor.
- Festival de cinema mundial de Montreal 1995: gran premi especial de les Amèriques per la seva excepcional contribució a l'art cinematogràfic, tant com a actriu com a directora, amb motiu de la presentació de Kristin Lavransdatter.
- Festival Internacional de Cinema de CopenhaguEl 2003: Premi a la trajectòria.
- Premi de Cinema Europeu 2004: Premi d'Honor Europeu - Contribució europea al cinema mundial
- Festival Internacional de Cinema de Karlovy Vary (República Txeca) 2005: premi a la contribució artística destacada al cinema mundial.
- Oscar de la pel·lícula: nominacions a la categoria de millor actriu per Les Émigrants el 1973 i per Face à face el 1977.
- David di Donatello: premi a la millor actriu per Farewell Moscow (Mosca addio) el 1987; premi a la millor actriu estrangera per Escenes de la vida matrimonial el 1975 i Sonata de tardor el 1977; Especial David per Cries and Whispers el 1974, al costat d'Ingrid Thulin, Harriet Andersson i Kari Sylwan.
- Globus d'Or 1971: premi a la millor actriu per Les Émigrants.
- Festival de Cinema de Venècia 1980: Premi Pasinetti per Richard's Things.
- Oscar honorífic 2022 (entregat el 22 de gener de 2022)